# Гаулервейк
Гаулервейк (нід. Haulerwijk) — село в нідерландській провінції Фрисландія. Входить до муніципалітету Остстеллінгверф.
Його площа становить 10,38км², а населення станом на 2021 рік складало 3 220 осіб.
Перша згадка про населений пункт датується 1844 роком.

## Галерея

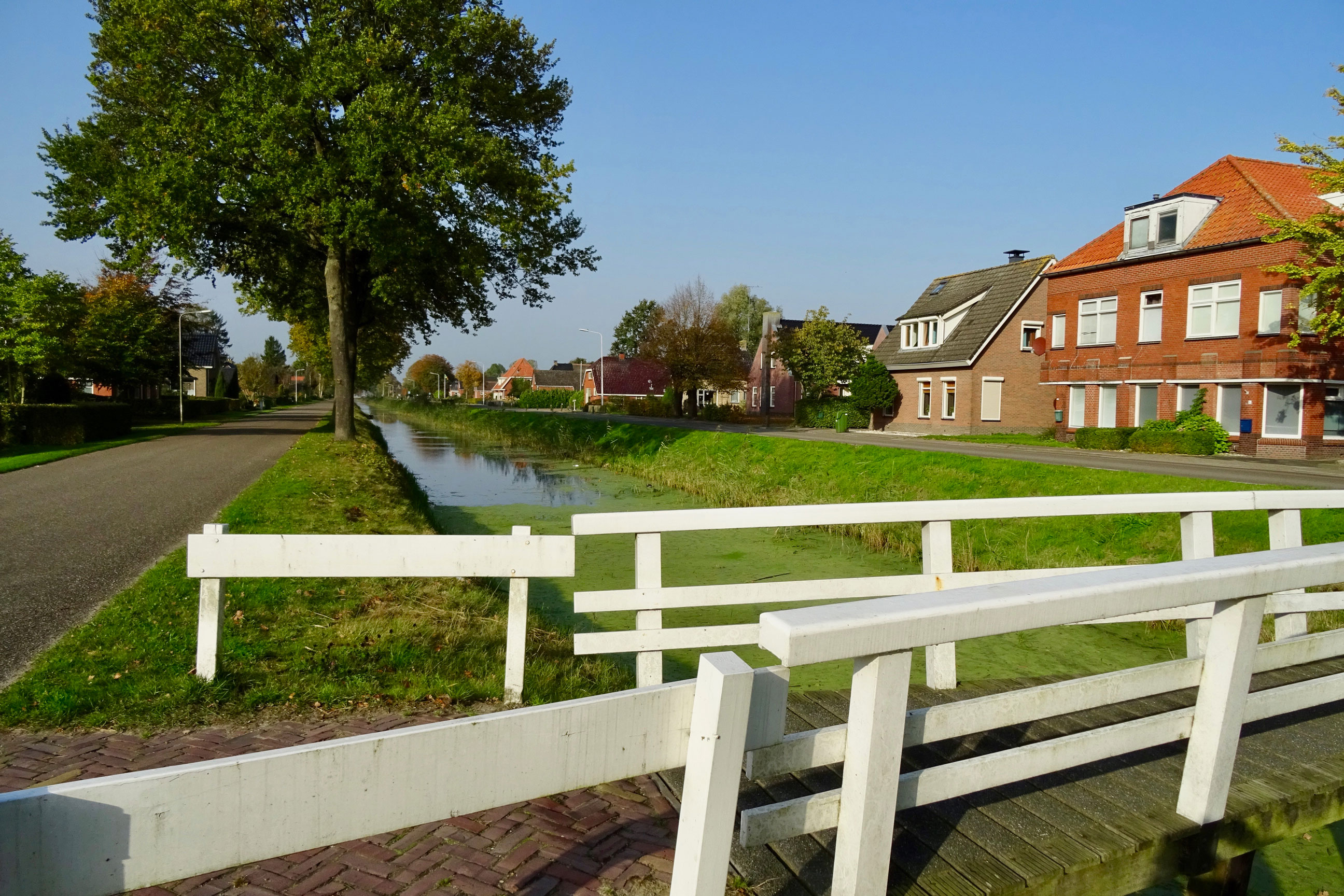
Канал у селі
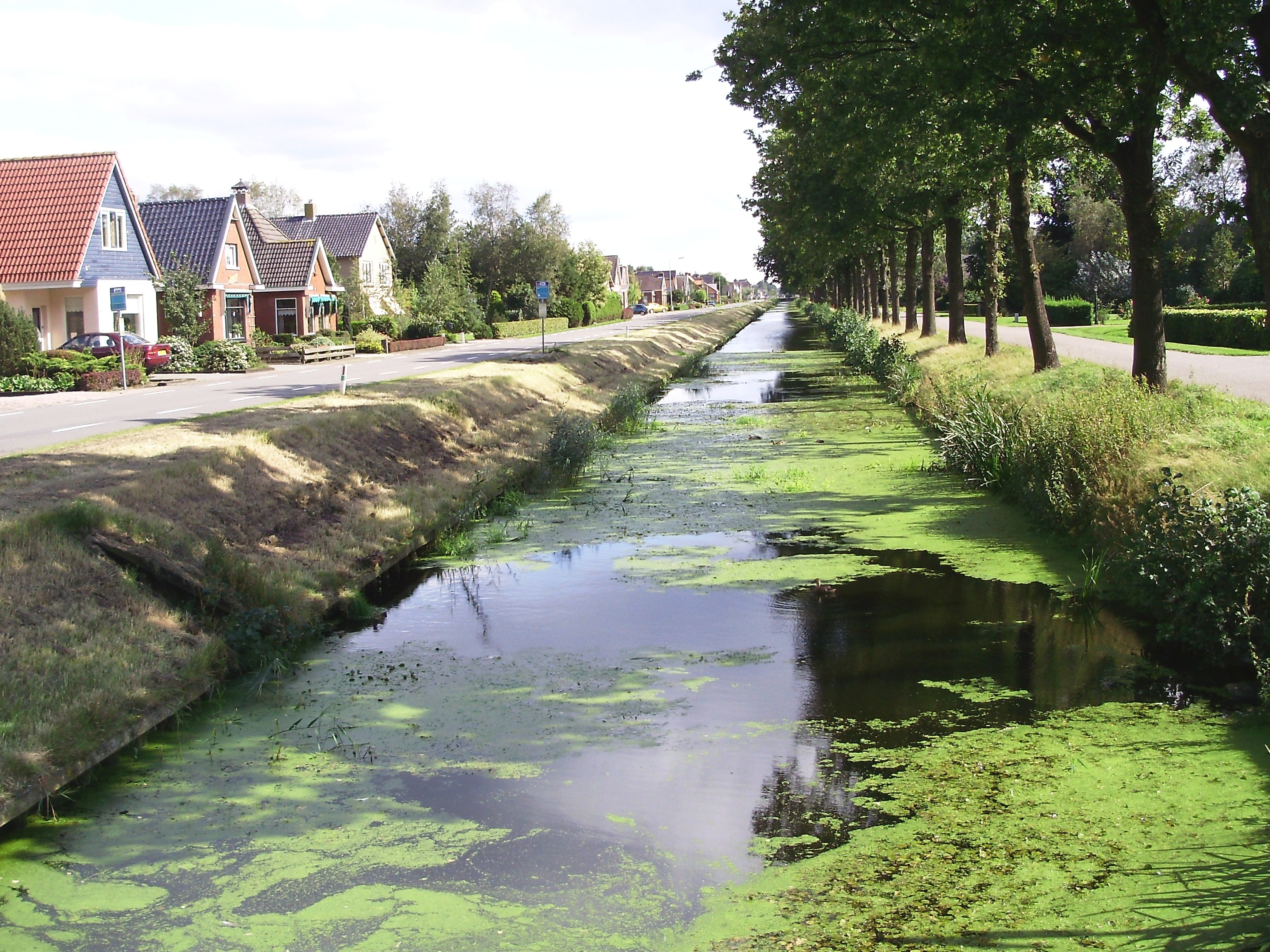
Канал у селі
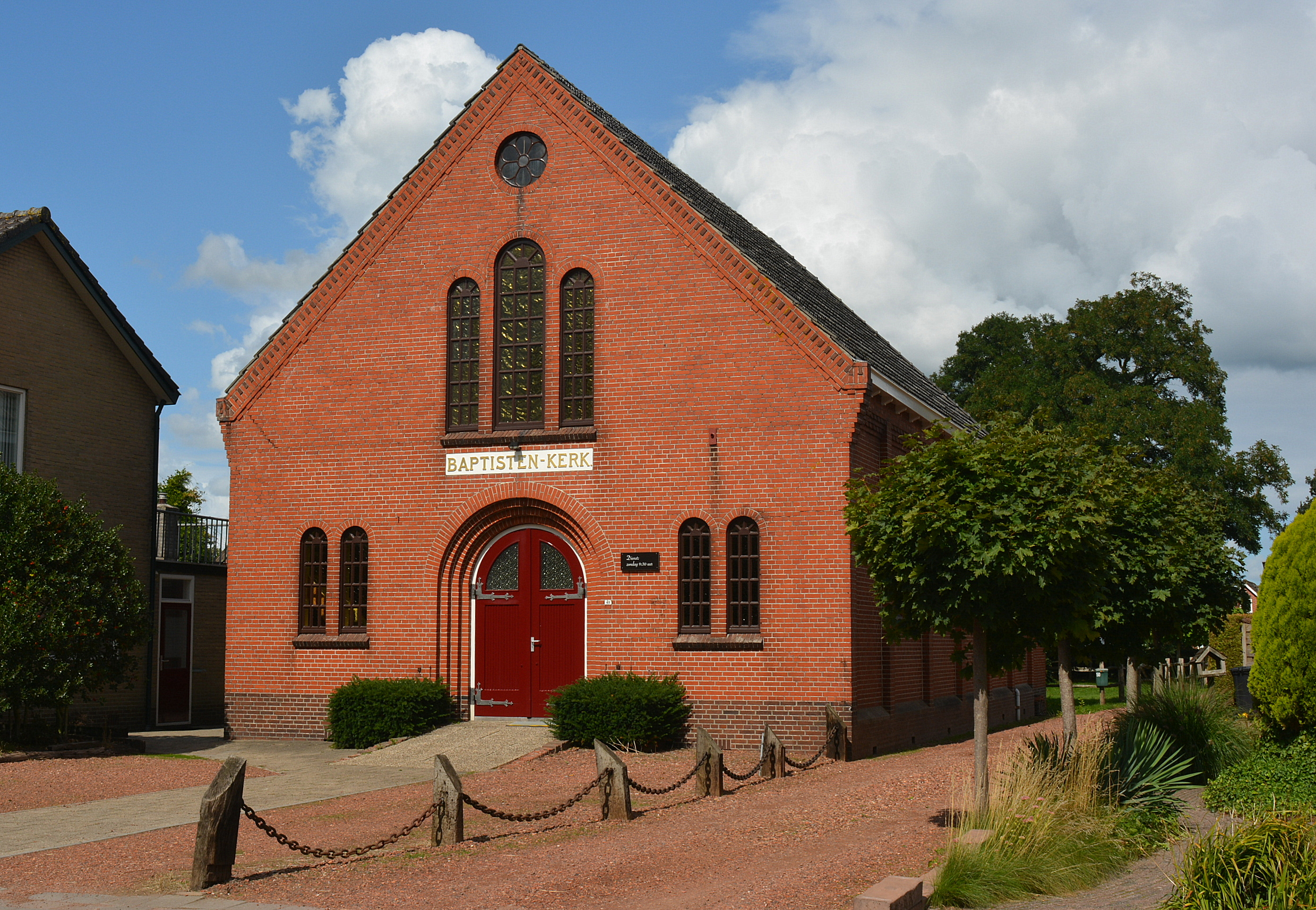
Менонітська церква